# Elizjum (film)
Elizjum (ang. Elysium) – amerykański fantastycznonaukowy film akcji w reżyserii Neilla Blomkampa, którego premiera miała miejsce 7 sierpnia 2013 roku. Zdjęcia kręcono w Vancouver oraz w mieście Meksyk.

## Fabuła
W 2159 roku bogaci ludzie na wybudowanej stacji Elysium żyją obok reszty ludzkości na przeludnionej i zniszczonej Ziemi. Sekretarz Rhodes (Jodie Foster) chce za wszelką cenę zachować luksusowy styl życia obywateli Elysium. Ludzie próbują przedostać się na stację. Jeden z nich Max (Matt Damon) podejmuje niebezpieczną misję, która może ocalić jego życie, ale także zaprowadzić równowagę na świecie.

## Obsada
- Jodie Foster – Delacourt
- Matt Damon – Max
- Sharlto Copley – Kruger
- Wagner Moura – Spider
- William Fichtner – John Carlyle
- Alice Braga – Frey
- Diego Luna – Julio
- Adrian Holmes – Manuel
- Michael Shanks – agent CCB[3]